# Tour de France 2005/1. Etappe

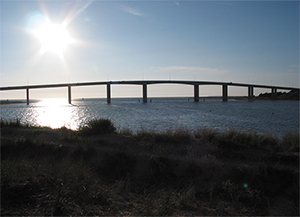
Notre-Dame de Monts, die Brücke zur Île de Noirmoutier

Die 1. Etappe der Tour de France 2005 fand auf der Île de Noirmoutier im Département Vendée statt. Das Einzelzeitfahren führte über eine Distanz von 19 Kilometern von Fromentine nach Noirmoutier-en-l’Île. Die Strecke war flach, mit Ausnahme der 35 Meter hohen Brücke Notre-Dame des Monts zwischen dem Festland und der Insel. Wegen der Nähe zum Atlantik herrschte konstant starker Gegen- und Seitenwind.
Der US-Amerikaner David Zabriskie vom Team CSC war einer der ersten Fahrer, der überhaupt gestartet war, so dass seine Siegesfahrt von praktisch keinem Fernsehsender übertragen wurde. Zabriskie, der zuvor bereits das Zeitfahren auf der 8. Etappe des Giro d’Italia 2005 gewonnen hatte, fuhr die Strecke in 20 Minuten und 51,84 Sekunden und erreichte damit eine durchschnittliche Geschwindigkeit von 54,6 km/h. Der Kasache Alexander Winokurow vom T-Mobile Team konnte sich mit einem Rückstand von 53 Sekunden zwischenzeitlich auf dem zweiten Rang und vor seinem Kapitän Jan Ullrich platzieren. Enttäuschend waren die Leistungen der spanischen Mitfavoriten Iban Mayo und Joseba Beloki, die mehrere Minuten einbüßten.
Ivan Basso, der Gesamtdritte der letzten Tour, kam mit einem Rückstand von 1:53 Minuten auf Platz 16 ins Ziel. Rekordsieger Lance Armstrong vom Discovery Channel Pro Cycling Team, der als Letzter startete, konnte drei Kilometer vor dem Ziel den eine Minute vor ihm gestarteten Jan Ullrich überholen und wurde Zweiter mit zwei Sekunden Rückstand auf Zabriskie. Der Deutsche Jan Ullrich, der am Tag zuvor in die Rückscheibe des T-Mobile-Teamfahrzeugs gestürzt war und sich dabei eine leichte Schnittverletzung (1 mm vor der Hauptschlagader) zugezogen hatte, wurde am Ende mit einem Rückstand von 1:08 Minuten Zwölfter. Bester Deutscher wurde Jens Voigt vom Team CSC auf Platz 8 (1:04 Rückstand) und bester Schweizer Fabian Cancellara vom Team Fassa Bortolo auf Platz 7 (1:02 Rückstand).